# Parque nacional de Blackbuck
El Parque Nacional de Blackbuck en Velavadar es un parque nacional de la India, situado en el distrito de Bhavnagar del estado de Guyarat. Su nombre (blackbuck) viene de la denominación inglesa del sasin (Antilope cervicapra).
Establecido en el año 1976 en la región de Bhal de Saurashtra, el parque se localiza a alrededor de 42 kilómetros de la capital del distrito, la ciudad de Bhavnagar. Abrazando las costas del Golfo de Khambhat al sur, se extiende sobre un área de 34.08 kilómetros cuadrados, zona que era principalmente un "vidi" (prado) del marajá del estado principesco de Bhavnagar para cazar los sasines con sus famosos guepardos cazadores. En la zona septentrional, está rodeado por campos de agricultura y tierras baldías. El parque nacional ha sido clasificado como 4B Guyarat-Rajwada, la provincia biótica de zona semiárida.
La tierra llana, las hierbas secas y las manadas de antílopes siempre atraían a visitantes a este parque que tiene un ecosistema de prado único. En este parque se desarrollan, con éxito, programas de conservación exitosos para el sasin, el lobo y el sisón de penacho (un otídido), entre otros. Considerado una especie endémica india, el sisón de penacho, que en el pasado vivió por todo el país, se ha convertido en especie en peligro en décadas recientes, por la caza casi por todas partes en la India. Hoy, la población más grande de la especie es la que queda en el parque. El número de lobos está incrementándose, lo mismo que las striped hyena, habiendo sido habituales los avistamientos los días de invierno de 2012-2013.

## Fauna
La población animal del parque incluye principalmente sasines, lobos, hubaras de MacQueen, hienas y sisones de penacho, con zorros, chacales y gatos de la jungla como principales carnívoros. Otras especies incluyen jabalíes, liebres y roedores típicos de un ecosistema de pradería de sabana y matorral xerófilo.
Entre las aves, se ven grandes números de gangas y alondras. Según Roger Geoffrey Clarke, el experto británico en aguiluchos, la población de aguiluchos que se pueden encontrar en el parte es una de las mayores del mundo. 

## Galería de imágenes

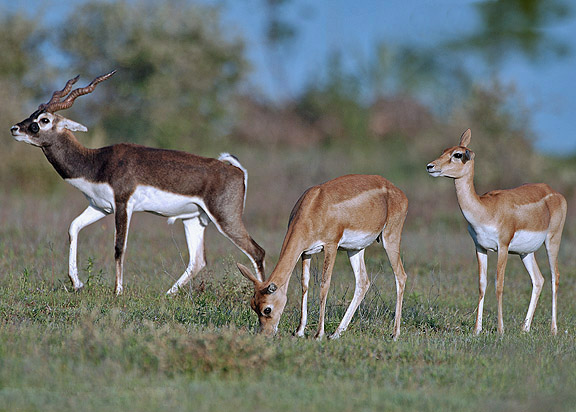
Sasin
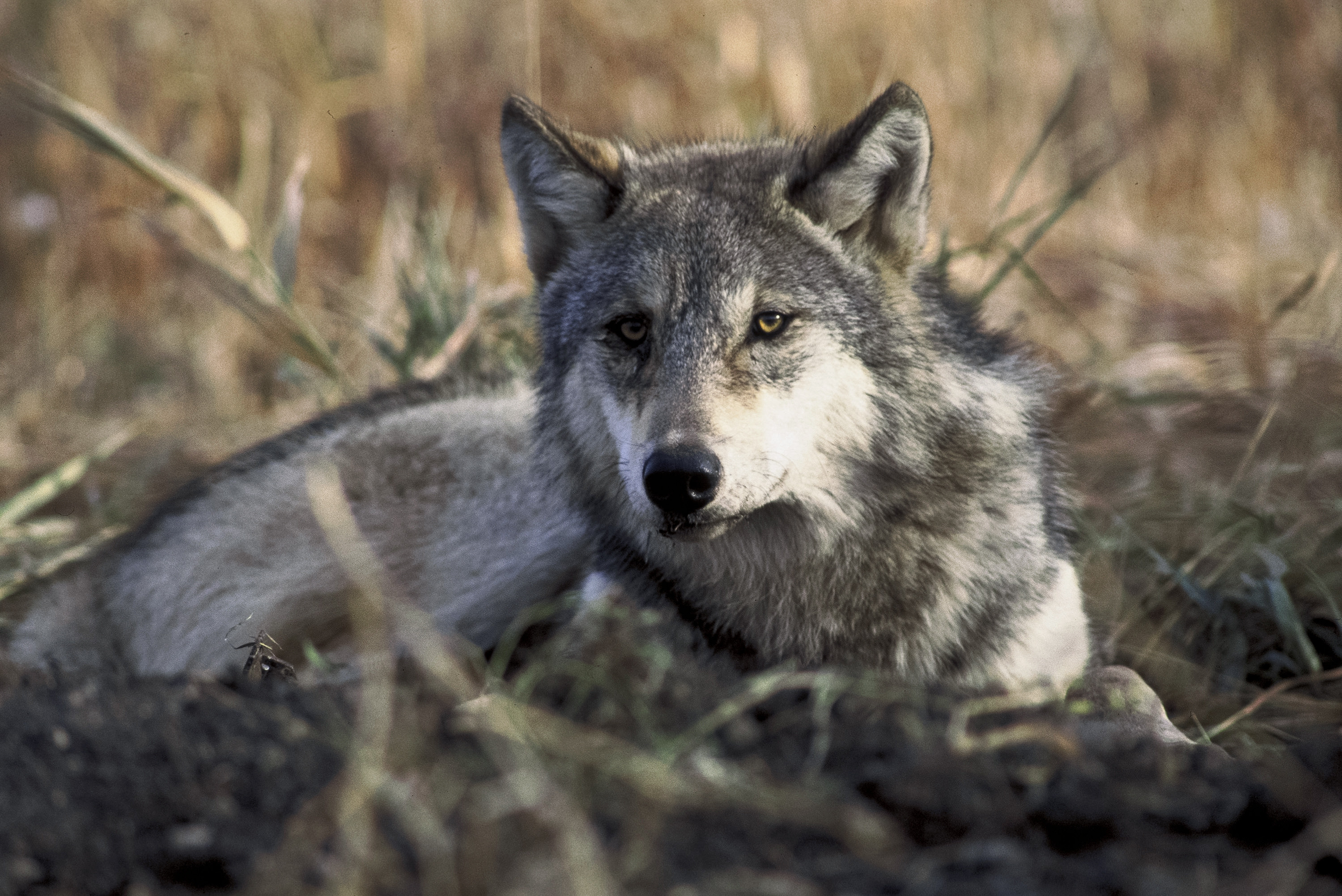
Lobo
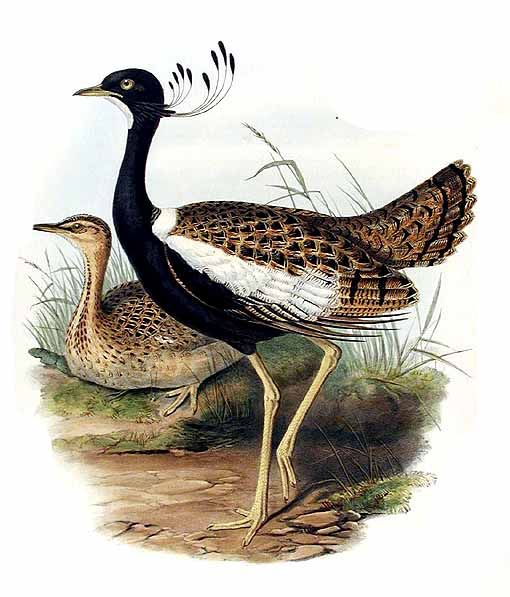
Sisón de penacho